# Cantopop
Cantopop is een subgenre binnen de Chinese popmuziek. Het wordt voornamelijk uitgevoerd in Standaardkantonees en Hongkong-Kantonees, maar zijn soms ook in combinatie met Engelse en Mandarijnse teksten. Internationale invloeden zijn bijvoorbeeld jazz, rock-'n-roll, rhythm and blues, elektronische muziek en westerse popmuziek. Soms worden originele nummers van een bepaalde artiest zoals Britney Spears precies nagedaan, maar dan met een Standaardkantonese songtekst in plaats van het Engelse origineel.
Cantopop is een Engelse samentrekking van Cantonese popular music. Het wordt ook wel HK-pop genoemd, een afkorting voor Hong Kong popular music, omdat deze muziekstroming in Hongkong het populairst is.
Door de globalisering en de migratie heeft cantopop naast Hongkong en de omliggende regio ook wereldwijd een grote fanbase. Zo ook onder de Nederlandse jongeren van Chinese afkomst.